# 우크라이나의 교육
우크라이나의 교육은 갈리치아 공국 시대부터 시작되며, 지역과 해당 지역을 통치한 국가에 따라 다른 민족적 정체성을 만드는 데 기여했다.
소련 연방 해체 당시 우크라이나는 잘 발전된 산업기반과 풍부한 광물자원, 높은 교육수준으로 하여금 독립국가를 건설하는 데 유리한 조건을 갖추고 있었다. 우크라이나 정부는 우크라이나어의 보급 확대를 통해 민족주의적 정체성을 강화하는 방향의 정책을 추진했다. 체육 교육의 경우 소련 시기부터 노동력과 국방력 차원에서 도입되었다.

## 역사

### 오스트리아와 제정 러시아
서부 우크라이나는 14세기부터 폴란드의 지배를 받았고, 1772년 프로이센, 오스트리아, 러시아에 의해 체르보나 루스 지역의 분할이 진행되면서 오스트리아의 지배를 받게 된다. 따라서 서부 우크라이나는 러시아의 영향권이었던 동부 우크라이나와 다른 문화적 혹은 정치적으로 이질적 성격을 띄게 되었다.
오스트리아 제국에 속했던 지역은 보통교육과 고등교육이 보장되었다. 오스트리아 제국은 러시아 제국보다 비교적 발전된 민주적 정치체제를 갖고 있었고, 중산층 위주의 시민 사회를 육성하려 했다. 당시 자유와 평등을 확산하려 했던 전유럽적 분위기는 오스트리아 제국주의의 틀 안에서 우크라이나인에게 민족주의를 자극하고 언어와 문화를 교육하도록 도왔다고 볼 수 있다. 오스트리아 헌법은 모든 민족의 권리적 평등을 명시했으나, 이와는 모순적으로 우크라이나의 중등 교육기관 설립을 위해서는 의회의 동의를 받도록 의무조항을 추가하였다. 우크라이나어 사용 학교에 대해 우크라이나어를 모르거나 자연스럽지 않은 교사를 학교에 배치하여 우크라이나어를 폴란드어로 대체하려고 했다. 검열과 심의 때문에 우크라이나어로 기술된 교재 또한 적은 수가 존재하거나 없었다.
러시아의 통치 지역은 보통교육이 거의 이루어지지 않았다. 러시아는 우크라이나의 자치권을 크게 제한했고, 우크라이나 민족주의를 탄압했다. 우크라이나어는 러시아어의 방언으로 취급되어 교육의 대상이 아니었다. 17세기 중후반까지 키예프는 루테니아 지역 출판 산업의 1/3을 차지했으나, 1720년 이후 러시아에 의해 제약을 받으면서 퇴조했다. 이미 인쇄된 동일한 텍스트 외 새로운 출판을 금지했던 것이다. 폴란드-리투아니아 공국의 통치에 있던 우크라이나 서부 지역에서는 가톨릭 계열의 수도원을 중심으로 종교에 관련한 서적 뿐만 아니라 일반 서적의 발행도 허용되어 활발한 출판 활동이 이뤄졌다.

### 소련
1922년 소련의 등장은 의무교육과 학술원의 설립 등 새로운 교육제도의 확립을 가져왔다. 우크라이나어의 활성화를 위하여 언어학 연구소가 설치되었으며, 언어연구부가 교사양성소와 함께 대학에 설치되어 우크라이나어 철자법을 정립하고 우크라이나어 학습을 위한 교과서와 참고서적을 발행하였다. 미콜라 스크리프니크(Скрипник, Микола Олексійович)에 의해 우크라이나 학술원에 대한 개혁과 조직화가 진행되었다. 스포츠와 체육교육은 노동력과 국방력의 차원에서 일반 체력단련과 특수 전문 프로그램의 설치로 실행되었다.
1943년 우크라이나 소비에트 사회주의 공화국은 전쟁으로 인한 폐허를 복구하고 국가재건과 경제발전을 위한 5개년 계획을 실시하였다. 이후 소련 정부는 우크라이나의 도시에 러시아인과 비러시아계 소수민족의 이주 정책을 지속적으로 전개했다. 러시아어 사용 인구를 지속적으로 행정, 산업, 무역, 교육 등에 배치하여 러시아화를 가속화하였다. 스탈린이 사망한 이후 우크라이나 공산당 중앙위원회는 1953년 6월 처음으로 러시아화를 비판하였다. 이러한 이유로 레오니드 멜리코프(Мельников, Леонид Георгиевич)를 사임시키고 최초의 우크라이나인 당서기인 알렉세이 키리첸코(Кириченко Олексій Іларіонович)가 당 서기를 맡게 된다.
이 시기 활동했던 교육자에는 와실리 수호믈린스키(Сухомлинський, Василь Олександрович), 안톤 마카렌코 등이 있다. 수호믈린스키의 교육적 견해는 우크라이나 뿐만 아니라 소비에트 교육의 표본이 되었는데, 우크라이나 공화국은 미래의 과학 기술 발전에 따른 수요를 감안하여 1966년부터 1976년까지의 교육내용을 전면적으로 조정하고 학생들의 자발적 사고에 입각해 창의력을 자극하는 수호믈린스키의 교수법을 도입하였다.

### 연방 탈퇴 이후
우크라이나는 소련이 붕괴되기 전 독립을 먼저 선언했고, 이듬해 연방 탈퇴에 서명하였다. 의무 교육과 공공 교육의 확대로 인한 문맹의 퇴치는 소련 시기 교육의 긍정적인 요인이라고 볼 수 있으나, 지나치게 중앙집권적이고 이념 강화에 치중된 교육을 보다 민주적인 유럽 교육으로 전환하기 위해 우크라이나 지도자들은 교육 개혁을 진행했다. 소련 시기에는 우크라이나어와 민족 문화, 전통 문화에 대한 연구가 미흡했고, 외국과의 학문적 교류가 부족했다는 점, 공학과 과학 등 기술 분야와 달리 문화나 인문학에 대한 발전은 소홀했다는 점이 개선 과제였다.

## 고등교육
외부독립평가(Зовнішнє незалежне оцінювання)를 통해 대입 인원을 선발하고 있다. 크림타타르어, 몰도바어, 폴란드어, 러시아어, 루마니아어, 헝가리어로 시험을 치를 수 있다. 대학 진학을 희망하는 학생들의 경우 고등교육에서 수업을 진행하는 언어를 기초교육과 중등교육에서 학습하여 대입 시험을 치르는 경향이 있다.
우크라이나는 2005년 볼로냐 프로세스에 참여하여 학제를 유럽의 학제와 통합시키기 위한 개혁을 적극적으로 진행했다. 학생중심의 교육을 추구하고 교수들로 하여금 연구에 더 많은 노력을 기울이도록 요구한 것이다. 하지만 이를 돕기 위한 지원이 부족했고, 논문실적 위주의 평가가 이뤄진 점은 부정적으로 작용했다.

## 보통교육
초등학교 4년, 중학교 5년, 고등학교 2년으로 구성되어 있다. 이전에는 총 8년을 교육받았으나, 소련 시기 페레스트로이카 개혁의 과정에서 초등학교를 3년에서 4년으로 연장했고, 중학교 또한 3년에서 5년으로 연장하여 도합 11년을 교육받게 되었다. 하지만 11학년까지만 고등학교를 다닐 경우 외국의 대학교에 진학하기 위해서 1년을 더 공부해야 하는 문제가 생겼다. 따라서 우크라이나 정부는 2029년까지 고등학교 교육을 3년으로 연장하는 계획을 세웠다.
특수 학제로는 김나지움과 리체이가 존재한다. 김나지움에는 인문 계열과 예술 계열 등이 있으며, 리체이에는 공업, 상업, 예술, 농업 계열 등이 있다. 우수한 학생을 선발하여 진학시키며 학업량도 다른 학교에 비해 많다.

## 분야

### 언어교육
우크라이나 정부는 우크라이나어의 보급 확대를 통해 국민의 통합적 정체성을 만들고자 했다. 러시아어 사용자들은 러시아어를 우크라이나어와 더불어 국가의 공식 언어로 인정해 주는 것을 원한다. 우크라이나 민족주의자들은 유럽 민족 국가들의 언어가 가지는 지위와 역할을 모델로 우크라이나어를 모든 영역의 주요 언어로 만들고자 했다. 하지만 러시아 민족주의자와 공산주의자들은 러시아어와 우크라이나어의 동등한 법적 지위를 보장해야 한다고 주장했다. 한편 실용주의를 내세우는 중도파들은 우크라이나어의 법적 우선권을 지지했지만, 러시아어를 배제해서는 안 된다고 보았다. 따라서, 중도파의 견해가 우세했던 우크라이나에서는 독립 이후 러시아어를 배제하지 않았다. 하지만 명목상 국가언어로 우크라이나어의 지위를 설정한 것으로 말미암아 우크라이나어가 의사소통의 언어가 아닌 상징적 언어로 인식되는 문제가 발생했다.
루마니아계의 경우 우크라이나어를 사용하고 우크라이나 국민이지만 루마니아계라고 답하는 응답이 많았다. 하지만 일부 지역의 경우 우크라이나 정부의 언어 정책으로 루마니아어 공동체의 권리를 침해받았다고 응답하는 경우가 있으며 우크라이나어 교육 자체를 반대하는 경우도 있다.
조지아계, 그리스계, 아르메니아계 우크라이나인처럼 역사적 고향과 지리적으로 멀리 떨어져 있고 슬라브어파의 언어를 모국어로 사용하지 않는 우크라이나 국민의 경우, 우크라이나어 교육을 필요로 하며 자신을 우크라이나인이라고 생각하는 비율도 높다. 하지만 우크라이나 내 러시아어 사용자를 대상으로 한 우크라이나어 교육에 관한 우선도가 높아 비교적 주목받지 못하고 있다.
외국어 교육은 유럽 연합에 대한 우크라이나의 사회적 요구가 반영되어 있다.

### 역사교육
1993년 우크라이나는 <21세기 우크라이나 교육>라는 새로운 국가적 계획을 채택했다. 이 계획은 우크라이나의 역사와 민족 전통을 보존하고 진흥하기 위한 목적으로 수립되었다. 2006년 5월 31일에는 우크라이나 정부에 의해 국립역사연구소가 설립되었다. 우크라이나 국립역사연구소의 역할은 우크라이나 국민의 애국심을 고취할 수 있도록 교육 프로그램을 개발하고, 역사 교과서 개발을 관리감독하는 것이다.
소련 시기 전통 문화의 연구는 이념적, 연구 방법론적 비판에서 자유롭지 못했기 때문에 위축되었다. 1991년 연방 해체 이후 우크라이나의 전통에 대한 연구에 대한 사회적 필요성이 제기됨에 따라 민족 문화에 관한 자료를 찾는 것 또한 진행되고 있다.

## 참고 문헌
- 최승진 (2008년 12월). “갈리치아 우크라이나 사회와 1860년대 이후 르비프의 우크라이나 언론”. 《동유럽발칸학》 (한국중동부유럽학회) 10 (2): 289-306. (구독 필요).
- 최승진 (2012년 6월). “소비에트 우크라이나공화국의 문화정책”. 《동유럽발칸학》 (한국중동부유럽학회) 14 (1): 335-354. (구독 필요).
- 정영주 (2022년 3월). “우크라이나 서부 체르닙치 주의 언어상황”. 《슬라브학보》 (한국슬라브유라시아학회) 37 (1): 173-198.
- 김병호 (2023). “우크라이나의 잠재력 훼손 요인과 당면 과제: 역사 속 우크라이나의 부정적 유산 극복을 중심으로”. 《러시아연구》 (서울대학교 출판부): 1-42.
- 김선 (2017년 3월). “체제 변환기 러시아 및 동구권 국가들의 교육 개혁이 정책전이 논쟁에 주는 시사점: 볼로냐 프로세스를 중심으로”. 《비교교육연구》 (한국비교교육학회) 27 (1). (구독 필요).
- 김지혜; 박안토니나 (2020년 3월 31일). “우크라이나의 초·중등 외국어교육 정책과 한국어교육과정의 과제”. 《국제어문》 (84): 407-436. (구독 필요).
- M. Ia. Kichula; K. B. Oleksii (2018년 10월 25일). “Ukrainian educational reforms: brief history review” (PDF). 《Science and Education a New Dimension. Pedagogy and Psychology》 (영어) 75 (181): 32-33.
- 우준모 (2011년 1월). “우크라이나의 국가성 모색”. 《동서연구》 (연세대학교 출판부) 23 (1).
- 홍석우 (2024년 2월). “러시아-우크라이나 전쟁이 우크라이나 교육에 미친 영향과 미래 과제”. 《동유럽발칸연구》 (한국외국어대학교 출판부) 48 (1): 217-252.
- Тадеєва, М. І (2011). “Досвід реформування шкільної іншомовної освіти в Україні в рамках рекомендацій освітніх та мовних інститутів ради Європи” (PDF). 《Науковий часопис Українського》 (우크라이나어) (Вид-во НПУ імені М. П. Драгоманова) 28.
- 안상훈 (2013년 6월). “우크라이나 민속학 동향에 관한 고찰 -1991년 우크라이나 독립이후를 중심으로-”. 《슬라브학보》 (한국슬라브유라시아학회) 28 (2). (구독 필요).